# 神戸市立青少年科学館

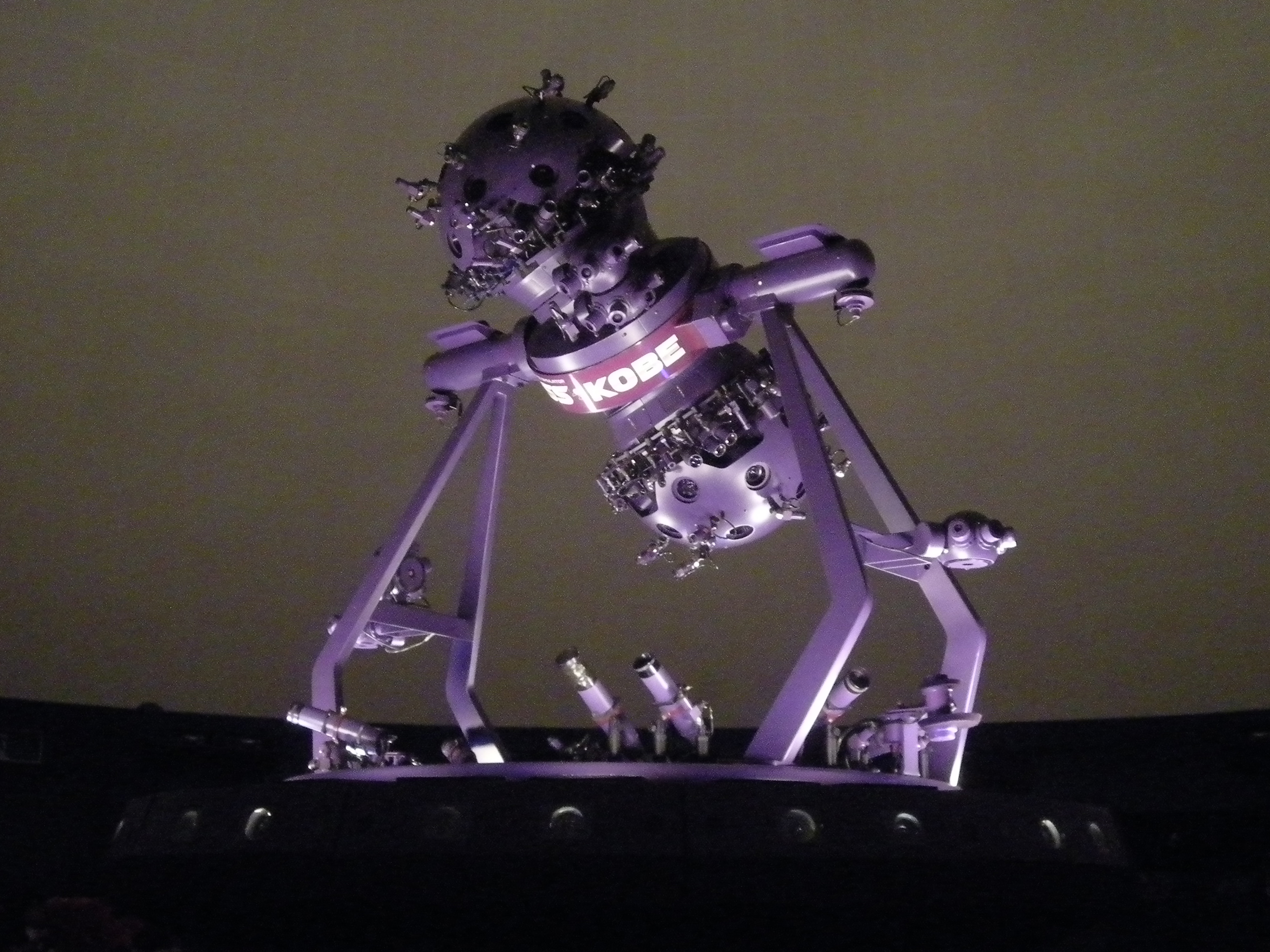
五藤光学製プラネタリウム GSS-KOBE

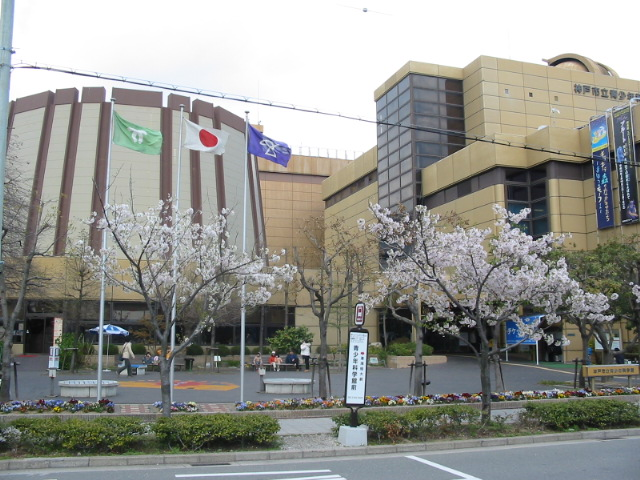
向かって左の建物がドームシアター（プラネタリウム）

神戸市立青少年科学館（こうべしりつせいしょうねんかがくかん）は、兵庫県神戸市中央区のポートアイランドにある科学館。愛称はバンドー神戸青少年科学館。
1984年4月29日に開館。1989年には新館が開館し、両館合わせた延床面積が12,000 m2という日本有数の大型科学館である。
展示室は新館「創造性の科学」・「都市の科学」・「生命の科学」、本館「生命～科学の小宇宙、力としくみの科学、物質とエネルギーの科学」・「環境の科学」・「情報の科学」と6つのテーマからなっている。
日本博物館協会会員館、兵庫県博物館協会加盟館。全国科学博物館協議会加盟館。またのびのびパスポートの対象施設になっている。

## 開館の経緯
神戸ポートアイランド博覧会（1981年3月20日 - 9月15日）に出展された「神戸館」と「神戸プラネタリウムシアター」を、会期終了後に増改築するとともに展示物を整備して開館した。

## 展示物
直径4.2 mの日本最大級の地球儀をはじめ、その他、実際に手で触れて科学について学ぶことができる装置が多数設置されている。

### ロボット神ちゃん
オープン以来シンボルキャラクターとして活躍していた知能ロボットの神（）ちゃんは1993年（平成5年）に２代目に変わり、2002年（平成14年）には3代目「ゆうくん」「あいちゃん」が導入された。ステージを自由に動きながら神戸弁で日常会話に近いコミュニケーションを行い、似顔絵を描くなど親しまれたが、2014年（平成26年）に引退し、静態展示となった。

### プラネタリウム
プラネタリウムは、青少年科学館よりも早い1982年5月1日に「神戸市立プラネタリウム館」としてオープンし、本館開館後は天文部門に組み込まれた。
ドーム直径20 m・投映恒星数25,000個の大型プラネタリウムとグラフィックスコンピュータとドーム専用の特殊プロジェクションシステム「バーチャリウム」がある施設としても知られている。「バーチャリウム」を利用したオリジナル番組を制作し、年2回、3月と9月に「一般番組」と年1回、4月に「こども番組」を入替投映している。また週末の開館延長時間帯は「バーチャリウム」を利用した特別番組も投映している。

### 神戸海洋気象台の天体望遠鏡
1923年、日本最大の口径25センチメートル屈折式天体望遠鏡が神戸海洋気象台に設置された。鏡筒全長約4.5メートル、総重量約2.5トンの巨大な望遠鏡はイギリスクック社製のもので、後に東京天文台長となった天文学者の関口鯉吉博士が太陽の黒点を観測し気象との関係を調べていた。この望遠鏡が1967年に神戸海洋気象台から神戸市に譲渡され、長年倉庫に眠っていたが、開館時に「天体観測室」に設置され再び使用されるようになった。神戸市立青少年科学館では「たいよう」と命名されて、毎日2回太陽の黒点とプロミネンスを観望することができる。

### 過去に存在した展示
新館開館以来18年間活躍した人気の施設「リニアモーターカー」は耐用年数を超えたため安全上の観点から2006年8月に引退した。

## イベント
定例の催しとして毎年春休みに「企画展」と夏休みに「特別展」を開催するほか、冬に鉄道模型展としては関西最大級のイベント「鉄道模型とあそぼう」を開催している。2006年度からは神戸RT構想に参画する企業、団体とともに「こうべロボット夢工房」を実施し、産学民官の連携を深めている。

### 教育普及活動
いろいろな工作やパソコンなど各種教室、クラブ活動形式で年間10回程度授業を行う「発明クラブ」「科学館クラブ」「astroクラブ」を実施している。また、展示室では毎日2回身近にあるものを使った科学実験ショーも実施している。

## 指定管理者制度とネーミングライツの導入
2006年4月より新たな試みとして指定管理者制度が導入され、大阪ガスの関連会社である大阪ガスビジネスクリエイト・大阪ガスコミュニティライフの共同事業体へ運営を委託した。週末や春休み・夏休みは展示室を夜7時まで、プラネタリウムは合計8回投映し、最終投映が夜7時開始という大幅な開館時間延長や、夕刻からの短時間利用に対応した割引入館券の導入で、利用者の利便性向上が行われた。2014年度からは株式会社コングレ、公益財団法人科学技術広報財団、株式会社NTTファシリティーズによる共同事業体であるSFG神戸が指定管理者となっている。2024年度からはコングレ、NTTファシリティーズ、ラジオ関西、丹青社による共同事業体である神戸CRNT共同事業体が指定管理者となっている。
2014年4月よりネーミングライツ制度が導入され、バンドー化学が2018年3月までのネーミングライツパートナーとして「バンドー神戸青少年科学館」の愛称を付与した。2018年1月、バンドー化学は2018年4月1日から新たに5年間の契約の更新をした。

## 開館情報
- 開館時間
  - 月曜日 - 金曜日（水曜日を除く）
    - 9時30分 - 16時30分 プラネタリウム最終投映は15時30分から

  - 土曜日、日曜日、祝日、春休み・夏休み期間中
    - 9時30分 - 19時00分 プラネタリウム最終投映は19時00分から
      - ※展示室入館はいずれも閉館30分前まで。
- 休館日
  - 水曜日（ただし、祝日と重なった場合、その翌日）
  - 館内整理日（3月と12月の第一月曜日 - 金曜日）
  - 年末年始 (12/28 - 1/4) 
    - ※春・夏休み期間は無休。
    - ※展示物点検、プラネタリウム番組準備のため臨時休館有。

## 交通アクセス
- 各線三ノ宮（三宮）駅下車ポートライナー乗車13分 P07南公園駅 下車 徒歩3分